# Кордова (королевство)
Королевство Кордова исп. Reino de Córdoba — средневековое королевство, часть Кастильской короны, существовавшее в 1236—1833 годах.

## История
Королевство Кордова находилось под юрисдикцией кастильской короны с момента её отвоевания испанцами у мусульман в 1236 году во время Реконкисты. В 1236 году король Кастилии Фернандо III захватил город Кордову, бывшую столицу Кордовского халифата. Королевство Кордова было одним из четырех королевств Андалусии. Территория королевства подробно описана в Respuestas Generales del Catastro de Ensenada (1750—1754).
20 ноября 1833 года Испания провела административную реформу, территория страны была разделена на исторические регионы. Королевство Кордова было ликвидировано, а на её территории было создана современная провинция Кордова, в составе автономного сообщества Андалусия.

## Галерея

Карта Королевства Кордова (1750-1754).
Королевство Кордова в контексте четырех королевств Андалусии.